# Kawerny fortu Bodzów
Kawerny fortu Bodzów – 6 kawern należących do Fortu „Bodzów” będącego częścią zbudowanego przez Austriaków systemu obronnego Twierdzy Kraków. Były to wykute w wapiennych skałach podziemne groty i korytarze przeznaczone na magazyny amunicji i żywności, lub jako schron dla żołnierzy. Z kawern tych żołnierze mogli również dokonać wypadu, w przypadku, gdyby nieprzyjacielowi udało się wtargnąć na teren fortu.  Dwie kawerny znajdują się na Solniku: Kawerna Kostrze i Kawerna w Bodzowie, jedna kawerna na wzniesieniu Wielkanoc (Kawerna w Wielkanocy) i trzy na Górze Pychowickiej: Kawerna w Pychowicach Pierwsza, Kawerna w Pychowicach Druga i Kawerna w Pychowicach Trzecia. W 2019 r. całe otoczenie kawern porastają chaszcze, wskutek czego wejścia do nich są trudne do odszukania.
Kawerny wykuli Austriacy na początku I wojny światowej. Wiercili w skale otwory o średnicy około 3 cm, do których wkładali materiały wybuchowe. W niektórych kawernach zachowały się jeszcze te otwory. Wielometrowej grubości warstwa skały chroniła kawerny przed ówcześnie stosowanymi pociskami artyleryjskimi. Kawerny zazwyczaj posiadały kilka otworów wejściowych. Otwory te, oraz początkowe odcinki korytarzy obmurowywano.  

## Galeria

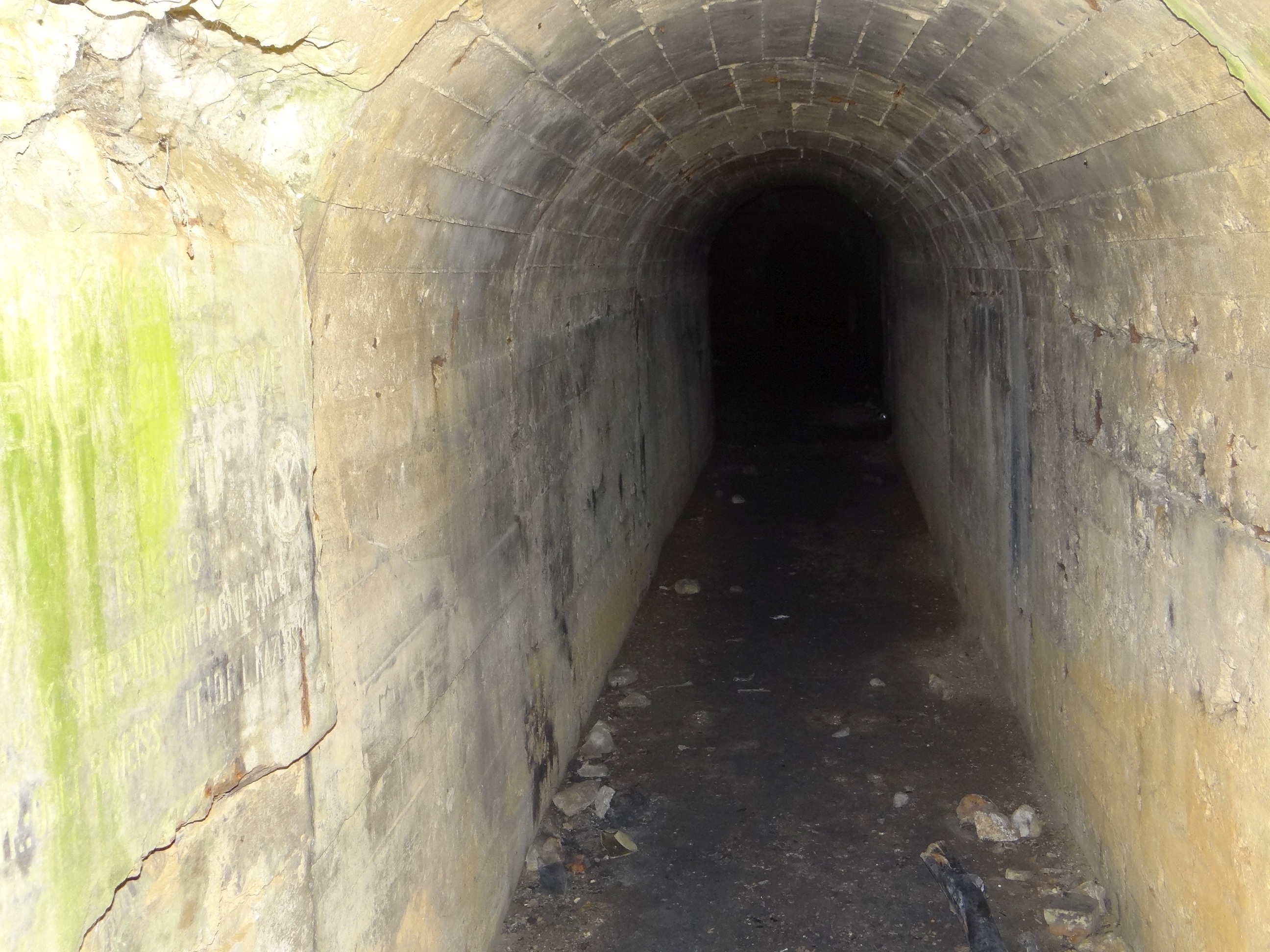
Kawerna Kostrze
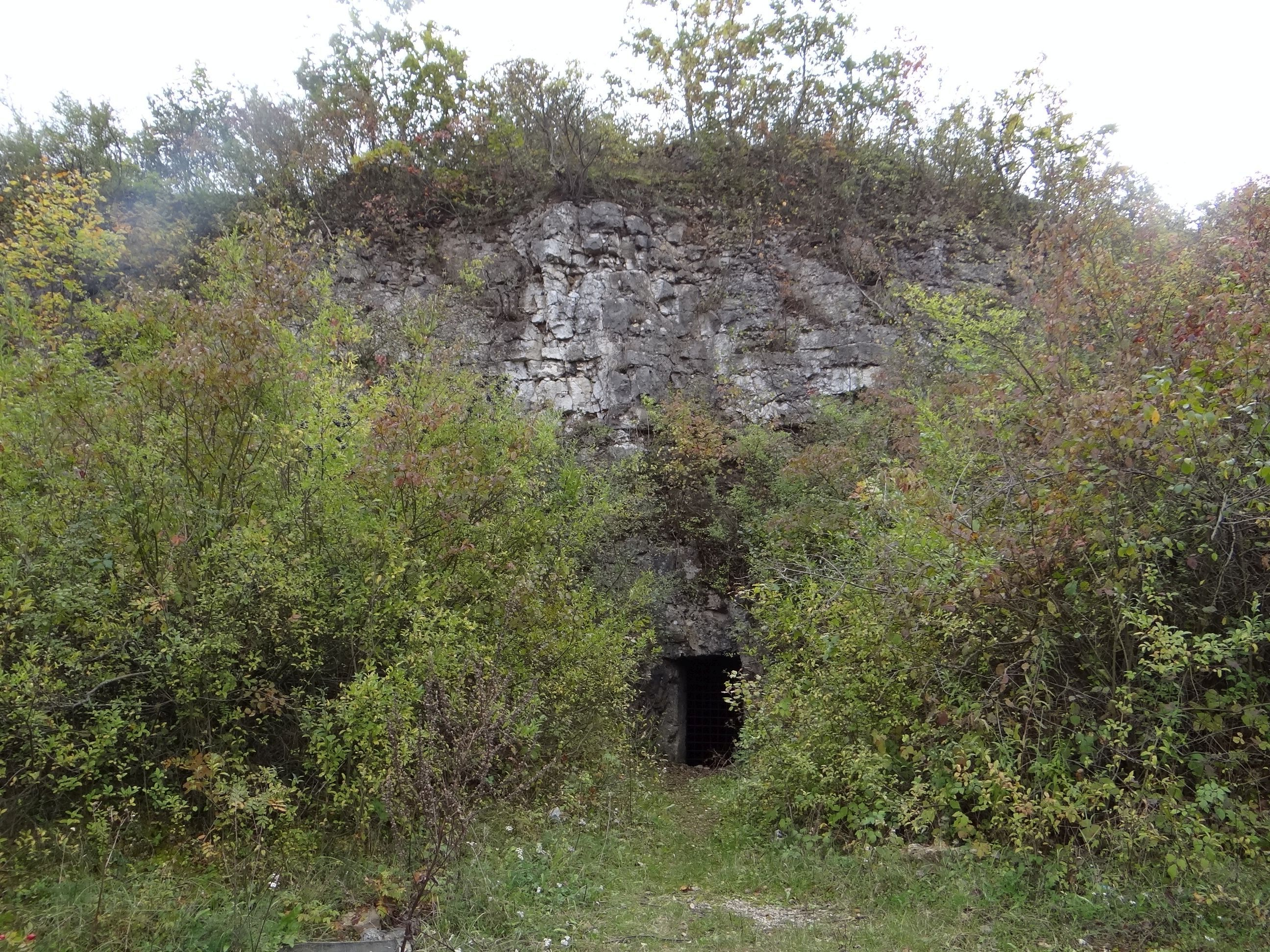
Kawerna w Bodzowie
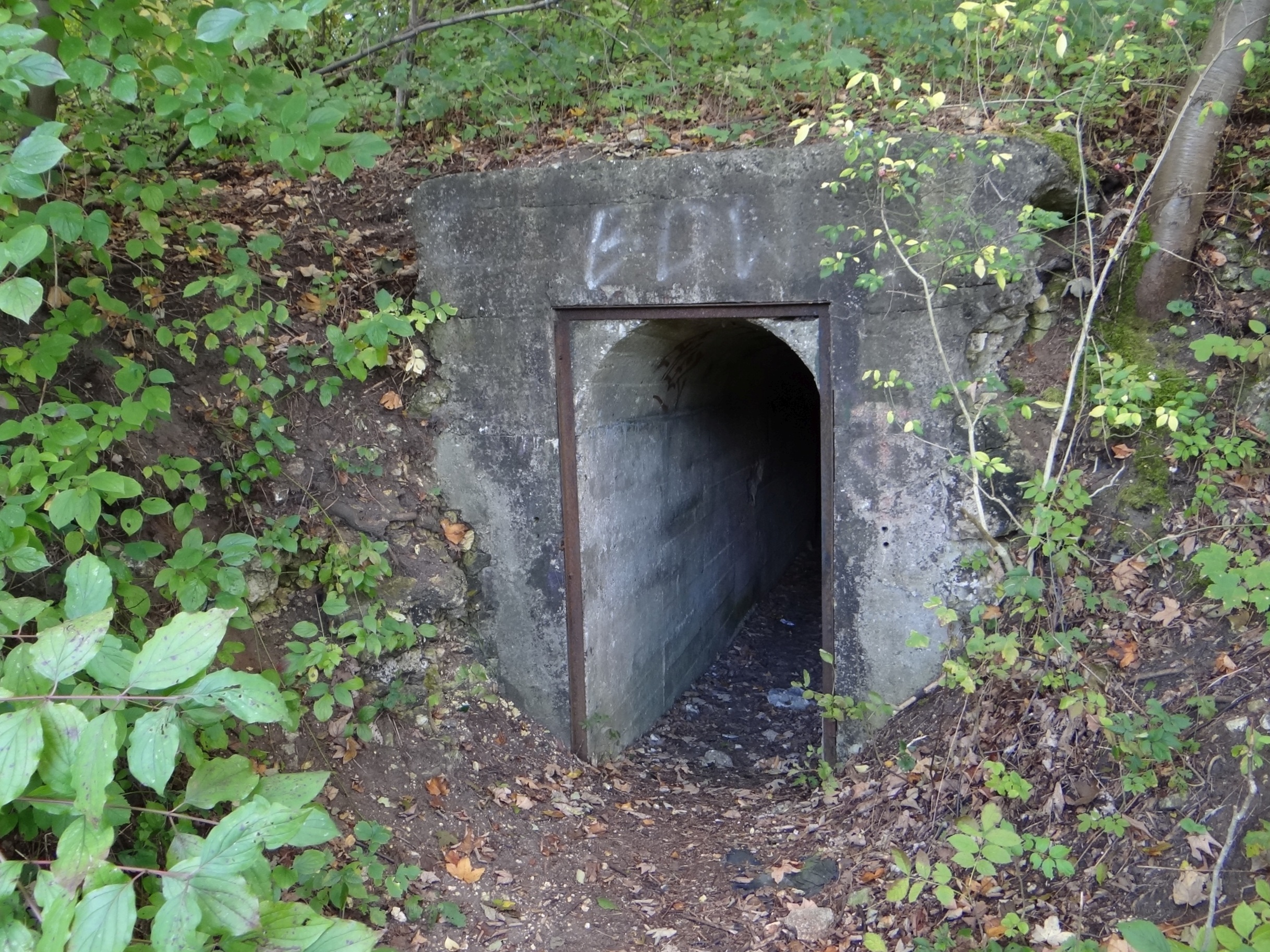
Kawerna w Wielkanocy
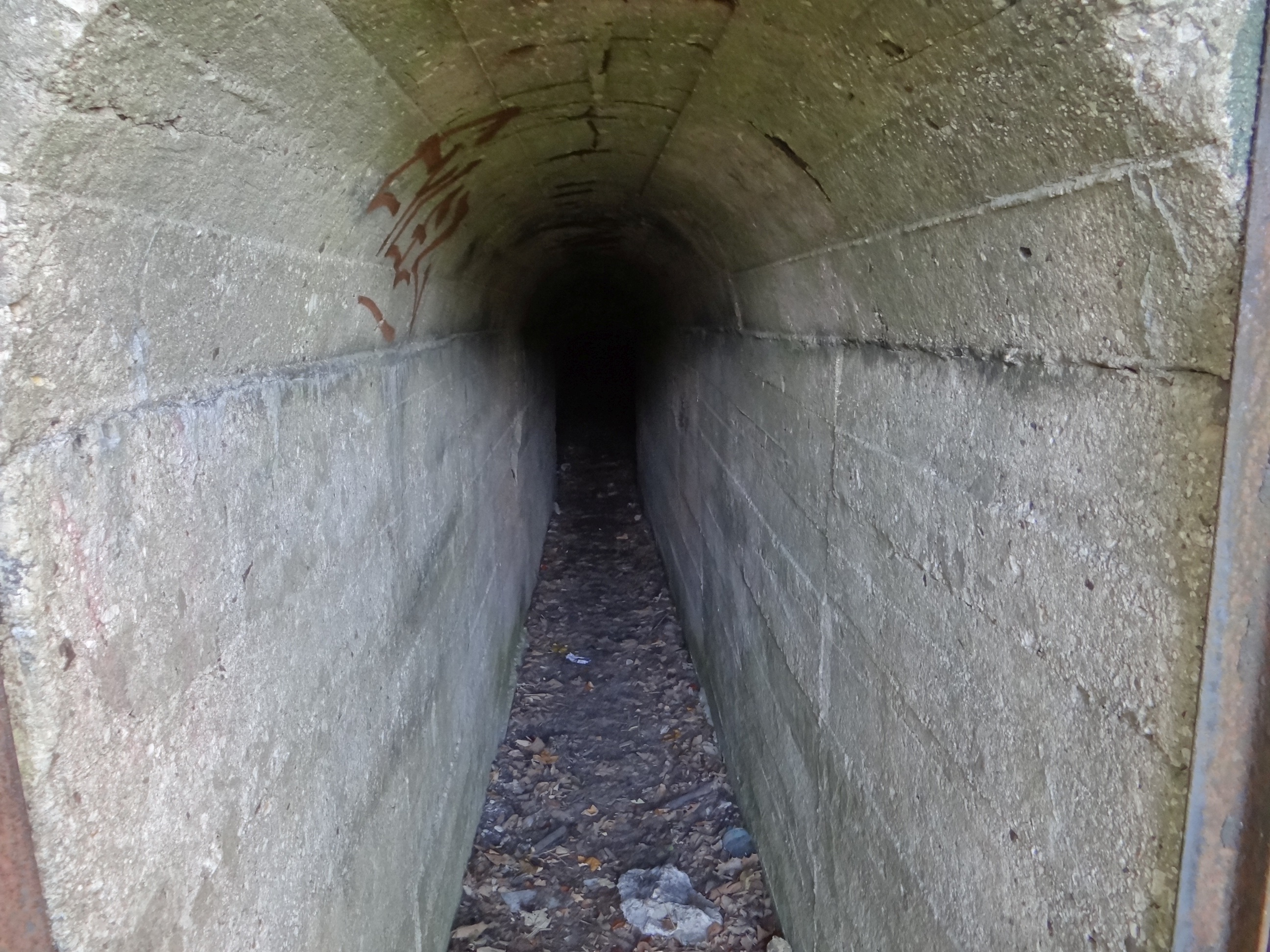
Kawerna w Wielkanocy
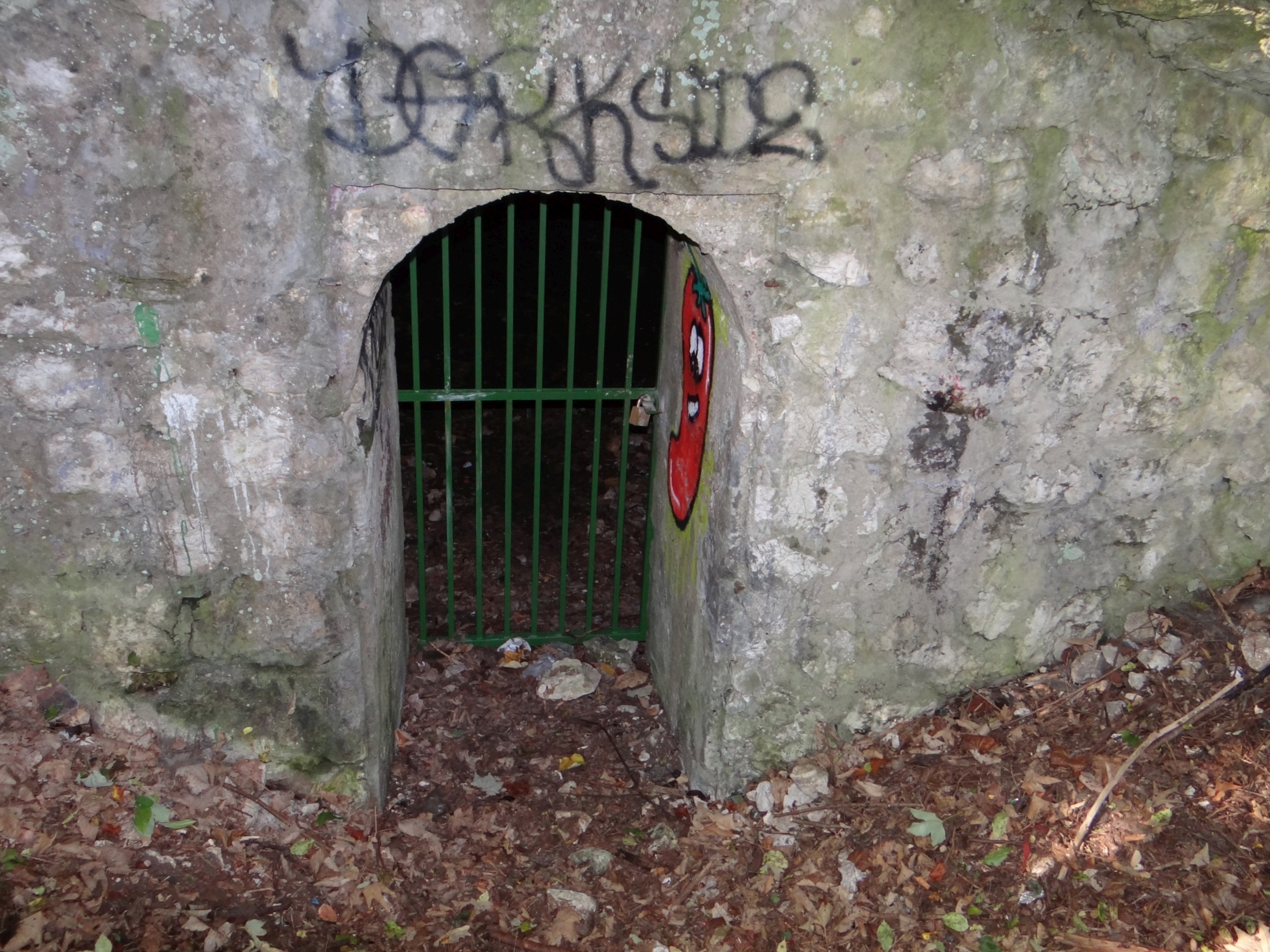
Kawerna w Pychowicach Pierwsza
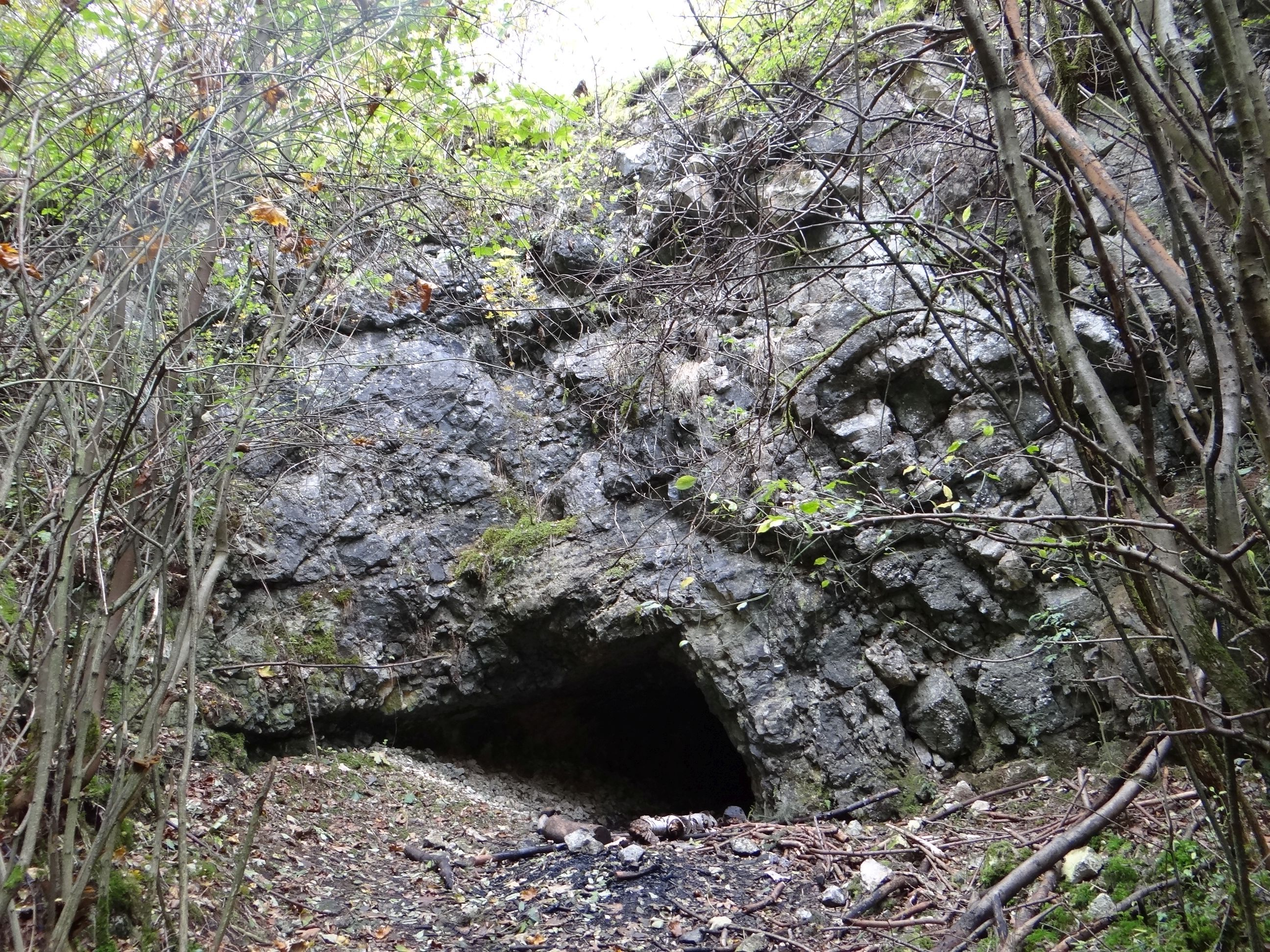
Kawerna w Pychowicach Druga
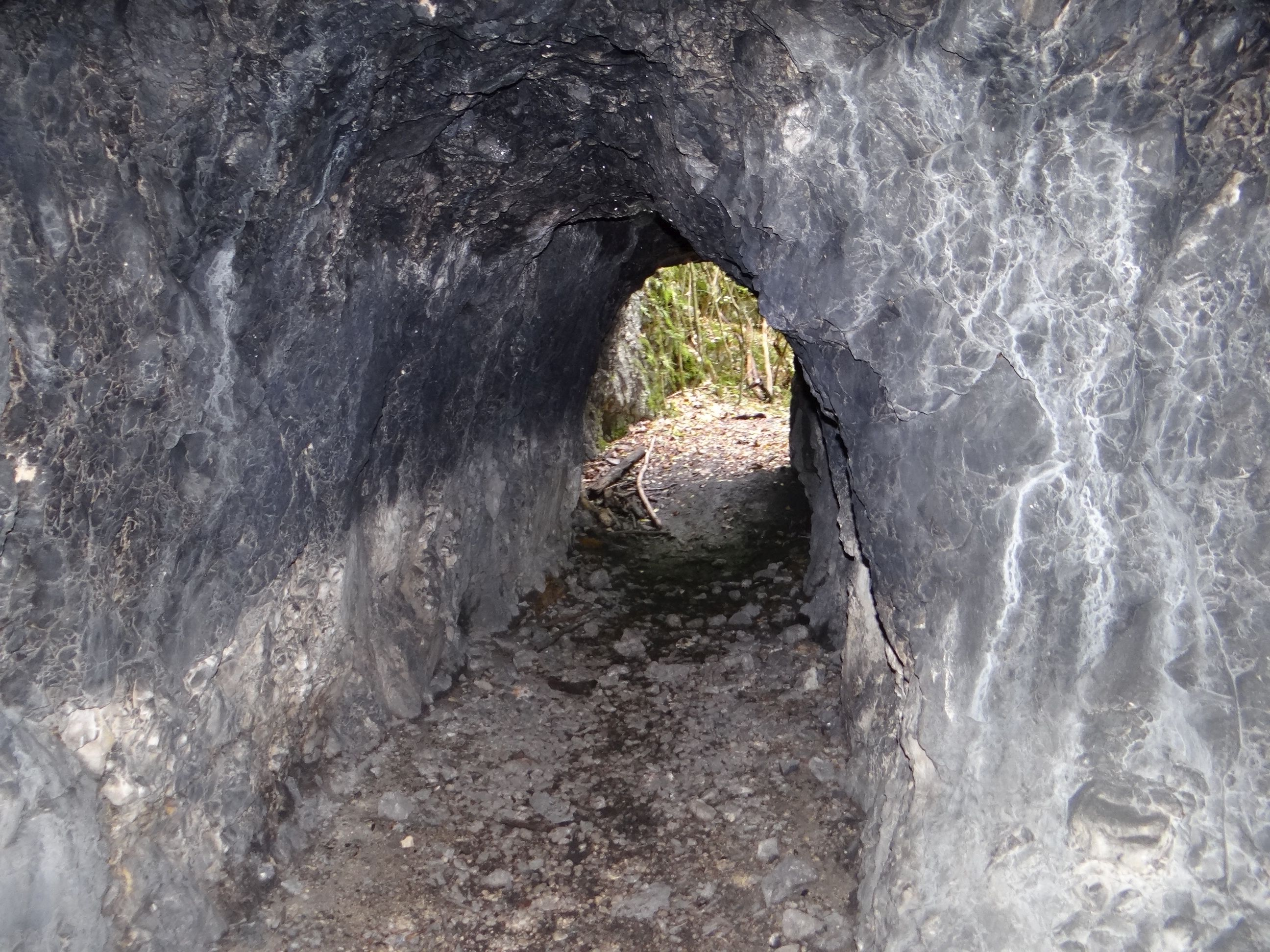
Kawerna w Pychowicach Trzecia